# Церковь Святых Космы и Дамиана (Фажана)
Церковь Святых Космы и Дамиана в Фажане (хорв. Crkva sv. Kozme in Damijana u Fažani) — католический храм на северо-западе Хорватии, в городе Фажана, освящённый в честь христианских святых Космы и Дамиана. Рядом с основным зданием храма, построенным в готическом стиле, находится отдельно стоящая колокольня высотой 27 метров.
Храм был построен на участке, где в I—II веках н. э. находилась гончарная мастерская римского консула Гая Лекания Басса. Дата постройки церкви, как и её архитектор неизвестны. Самое раннее документальное упоминание Церкви Святых Космы и Дамиана в Фажане относится к XII веку. В своём первоначальном виде церковь до наших дней не сохранилась, так как она дважды подвергалась перестройке, первый раз в XVI веке, второй в 1680 году. В стенах храма находятся пять деревянных алтарей, созданных в конце XVI — начале XVII века итальянскими мастерами Джорджио Вентурой, Леонардо Короной и Бальдасаре Д’Анной.
По мнению профессора философского факультета Риекского университета Дамира Тулича, в главный алтарь этой церкви вмонтировано несколько каменных изваяний, созданных итальянским скульптором Джованни Бонаццой и его сыновьями в конце XVII — первой половине XVIII века. Проведя анализ, Тулич обнаружил сходство между этими скульптурами и более ранними работами Бонаццы в Венеции, что как ему кажется обусловлено тем, что данные скульптуры были демонтированы из некоторых венецианских храмов и либо были выставлены на торги после захвата Италии Наполеоном Бонапартом и приобретены властями Фажаны, либо они были выкуплены итальянским художником и меценатом Гаэтано Грецлером, впоследствие продавшим или пожертвовавшим их церкви в Фажане.